# Simboli nella segnaletica verticale italiana

Modello di icona nella segnaletica stradale

Nella segnaletica di indicazione italiana possono essere impiegati esclusivamente i simboli e le icone prescritti dal decreto del presidente della Repubblica n. 495/1992.
Gli enti proprietari delle strade possono fare uso di simboli diversi da quelli previsti dalla legge esclusivamente a seguito di approvazione del Ministero delle infrastrutture e dei trasporti. La legge invita comunque a non condensare troppi simboli dentro ad un segnale di ridotte dimensioni.
I simboli autorizzati nella segnaletica verticale sono quelli indicati nelle figure da II.100 a II.231, pubblicate nel supplemento ordinario alla Gazzetta Ufficiale n. 134 del 28/12/1992 e successive modifiche ed integrazioni.

## Generali
| Figura | Significato                         | Note |
| ------ | ----------------------------------- | --- |
|        | Centro                              | Indica il centro di un luogo abitato. |
|        | Poste                               | Indica la presenza di un ufficio postale. |
|        | Comune                              | All'interno del simbolo viene riprodotto lo stemma comunale. |
|        | Pronto soccorso                     | Indica la presenza di un pronto soccorso. |
|        | Ospedale                            | Indica la presenza di un ospedale. |
|        | Ambulatorio                         | Indica la presenza di un ambulatorio medico. |
|        | Farmacia                            | Indica la presenza di una farmacia. |
|        | Telefono                            | Indica un telefono pubblico. |
|        | Informazioni                        | Indica la presenza di un ufficio informazioni. |
|        | Carabinieri                         | |
|        | Polizia                             | Indica la presenza di un posto di polizia. |
|        | Guardia di finanza                  | |
|        | Polizia municipale                  | |
|        | Vigili del Fuoco                    | |
|        | Frontiera                           | |
|        | Stazione                            | Simbolo di una stazione ferroviaria. |
|        | Stazione F.S.                       | Da notare che, anche se dal 1992 ad oggi il logo delle Ferrovie dello Stato Italiane è stato cambiato più volte, questo simbolo non è mai stato aggiornato con i nuovi loghi, neanche con successivi provvedimenti legislativi, di conseguenza deve essere usato quello con il logo in uso nel 1992.                                                                                  |
|        | Aeroporto                           | Indica la presenza di un aeroporto. |
|        | Partenze (aeroporto)                | |
|        | Arrivi (aeroporto)                  | |
|        | Porto                               | Indica la presenza di un porto. |
|        | Traghetto                           | Indica la presenza di un porto commerciale. |
|        | Aliscafo                            | Indica la presenza di un porto per aliscafi. |
|        | Autostazione                        | Simbolo di una stazione di autobus. |
|        | Eliporto                            | Indica la presenza di un eliporto. |
|        | Carico-scarico                      | Indica che la zona indicata è riservata alle operazioni di carico e scarico merci. |
|        | Area pedonale                       | Segnala la possibilità di incontrare pedoni sulla carreggiata. |
|        | Attraversamento pedonale            | |
|        | Sottopassaggio                      | Indica un passaggio sotterraneo per pedoni. |
|        | Sovrappassaggio                     | Indica un passaggio sopraelevato per pedoni. |
|        | Rampa                               | Indica un passaggio con scivolo per pedoni. |
|        | Autostrada                          | |
|        | Inversione di marcia                | |
|        | Rifornimento                        | Indica la presenza di un posto di rifornimento e la sua distanza. Varianti: Indica la presenza di un posto di rifornimento che eroga anche benzina verde. GPL. Diesel. Metano. |
|        | Autorimessa                         | |
|        | Riparazioni                         | Indica la presenza di un'officina di riparazioni. |
|        | Parcheggio                          | Simbolo di un parcheggio. |
|        | Parchimetro                         | Indica un parcheggio autorizzato a pagamento. |
|        | Disco orario                        | Indica che per sostare in quello spazio è necessario esporre il disco orario. |
|        | Zona traffico limitato              | Contenuto nelle linee guida per la regolamentazione della circolazione stradale e segnaletica nelle zone a traffico limitato, redatte dal Ministero delle Infrastrutture e dei Trasporti e pubblicate il 28 giugno 2019 . Viene impiegato nei segnali di preavviso di ZTL e può essere integrato da pannelli indicanti limitazioni a particolari categorie di veicoli o fasce orarie. |
|        | Albergo (o motel)                   | Indica la presenza di un albergo o un motel. |
|        | Bar                                 | Indica la presenza di un bar. |
|        | Ristorante                          | Indica la presenza di un ristorante. |
|        | Servizi igienici                    | Indica la presenza di servizi igienici pubblici. |
|        | Uscita di emergenza                 | Indica un'uscita di emergenza in una galleria. |
|        | Estintore                           | Indica la presenza di un estintore. |
|        | Impianto di scarico per autocaravan | |
|        | Camping                             | Indica la presenza di un campeggio. |
|        | Pnemuatici da neve                  | |
|        | Catene                              | |
|        | Asilo                               | |
|        | Scuola                              | |
|        | Università                          | |
|        | Chiesa                              | Indica la presenza di una chiesa o un luogo di culto. |
|        | Cimitero                            | Indica la presenza di un cimitero. |
|        | Banca                               | Indica la presenza di una banca. Utilizzato anche sui pannelli posti nelle corsie dei caselli autostradali con il significato di "pagamento pedaggio in contanti con operatore". |
|        | Tribunale                           | |
|        | Biblioteca                          | Indica la presenza di una biblioteca. |
|        | Esposizione/fiera                   | |
|        | Industria                           | Indica la presenza di una zona industriale. |
|        | Campo boario                        | Indica la presenza di una fattoria. |
|        | Supermercato                        | Indica la presenza di un supermercato. |
|        | Cinema                              | |
|        | Teatro                              | |
|        | Discoteca                           | |
|        | Parco giochi                        | Indica la presenza di un parco di divertimenti. |

## Categorie di veicoli
| Figura | Significato                                            | Note |
| ------ | ------------------------------------------------------ | --- |
|        | Velocipede                                             | |
|        | Monopattino elettrico                                  | Simboli introdotti nel 2019 e contenuti nel segnale indicante la sperimentazione della micromobilità elettrica: . |
|        | Segway                                                 | Simboli introdotti nel 2019 e contenuti nel segnale indicante la sperimentazione della micromobilità elettrica: . |
|        | Monowheel                                              | Simboli introdotti nel 2019.                                                                                      |
|        | Hoverboard                                             | Simboli introdotti nel 2019.                                                                                      |
|        | Ciclomotore                                            | |
|        | Motociclo                                              | |
|        | Motocarrozzetta                                        | |
|        | Motocarro                                              | |
|        | Autovettura                                            | |
|        | Autocarro                                              | |
|        | Autotreno                                              | |
|        | Autoarticolato                                         | |
|        | Trasporto container                                    | |
|        | Autobus urbano                                         | Segnala una fermata di autobus urbano.                                                                            |
|        | Autobus extraurbano                                    | Segnala una fermata di autobus extraurbano.                                                                       |
|        | Tram                                                   | Segnala una fermata di tram.                                                                                      |
|        | Metropolitana                                          | |
|        | Veicolo a servizio di persona invalida                 | Indica che la prescrizione è riservata alle persone con disabilità. Dal 2012 sostituisce il simbolo: .            |
|        | Taxi                                                   | Indica una zona in cui è consentita la fermata di taxi.                                                           |
|        | Autocaravan                                            | |
|        | Caravan                                                | |
|        | Auto al seguito                                        | |
|        | Cuccetta + auto                                        | |
|        | Mezzo d'opera                                          | |
|        | Scarico                                                | |
|        | Autosoccorso                                           | |
|        | Sgombraneve                                            | |
|        | Spazzatrice                                            | |
|        | Trattrice                                              | Indica che la prescrizione è riservata alle macchine agricole.                                                    |
|        | Macchina operatrice                                    | |
|        | Trasporto prodotti suscettibili di contaminare l'acqua | |
|        | Trasporto esplosivi                                    | |
|        | Trasporto merci pericolose                             | Indica un itinerario per i veicoli che trasportano merci pericolose.                                              |

## Turismo
| Figura | Significato       | Note                                                   |
| ------ | ----------------- | ------------------------------------------------------ |
|        | Zoo               | Indica la presenza di uno zoo.                         |
|        | Acquario          | Indica la presenza di un acquario.                     |
|        | Museo             | Indica la presenza di un museo od una galleria d'arte. |
|        | Terme             |                                                        |
|        | Castello          |                                                        |
|        | Zona archeologica |                                                        |
|        | Grotte            |                                                        |
|        | Porto turistico   | Indica la presenza di un porto turistico.              |
|        | Escursionisti     | Indica un percorso escursionistico od un sentiero.     |
|        | Punto panoramico  | Indica la presenza di un punto panoramico.             |
|        | Area picnic       | Indica la presenza di un'area pic-nic.                 |
|        | Mare, fiume, lago |                                                        |
|        | Pineta            | Variante: Pineta + mare                                |
|        | Foresta           |                                                        |
|        | Cascata           |                                                        |

## Sport
| Figura | Significato     | Note                                                              |
| ------ | --------------- | ----------------------------------------------------------------- |
|        | Centro sportivo | Indica la presenza di un campo sportivo.                          |
|        | Stadio          |                                                                   |
|        | Ippodromo       | Indica la presenza di un ippodromo.                               |
|        | Piscina         | Indica la presenza di un luogo in cui è possibile la balneazione. |
|        | Pallavolo       |                                                                   |
|        | Pallacanestro   |                                                                   |
|        | Tennis          |                                                                   |
|        | Pattinaggio     |                                                                   |
|        | Tiro a segno    | Indica la presenza di un tiro a segno.                            |
|        | Tiro con l'arco |                                                                   |
|        | Bocce           |                                                                   |
|        | Golf            | Indica la presenza di un campo da golf.                           |
|        | Scuola sci      |                                                                   |
|        | Funivia         | Indica la presenza di una funivia.                                |
|        | Seggiovia       | Indica la presenza di una seggiovia.                              |
|        | Skilift         | Indica la presenza di uno skilift.                                |